# Violante de Aragón y Pesce
Violante de Aragón y Pesce (Reino de Nápoles 1400-1428 Reino de Castilla) fue una noble aragonesa, hija natural de Martín el Joven, infante de Aragón y rey de Sicilia, con la noble Ágata de Pesce. Fue por matrimonio condesa de Niebla.

## Biografía
Su medio hermano Fadrique de Aragón, duque de Arjona, le hizo cierta donación de la villa de Cuéllar, de la que se tituló señora durante 1433-1434. En la villa estuvo recluida por expresa orden de su hermano don Fadrique, con la prohibición de salir de ella, para no poder interceder por él durante su presidio por la conjura para intentar apoderarse de Sevilla, a quien alentaba contra su esposo, el conde de Niebla, del que vivía apartada.

## Matrimonio y descendencia
Casó en primeras nupcias con Enrique de Guzmán, II conde de Niebla, título por el que fue conocida. Fue repudiada por su marido sin haber tenido descendencia.
Contrajo segundas nupcias en 1423 con Martín Fernández de Guzmán, hijo de Álvar Pérez de Guzmán, alguacil mayor de Sevilla, y tuvo «por hembra ilustres descendientes», entre ellos a la emperatriz consorte francesa Eugenia de Montijo a través de Catalina de Aragón y Guzmán, una de sus tres hijas.